# SANAE IV
SANAE IV è una base di ricerca permanente sudafricana situata in Antartide.

## Ubicazione
Localizzata ad una latitudine di 71°40’37.2’’S ed a una longitudine di 2°50’41.9’’W, la base è situata in cima al Vesleskarvet, nunatak della Terra della Regina Maud.

## Struttura
La base è composta da tre moduli interconnessi (Blocco A, B e C) ciascuno a due piani. Due strutture più piccole nelle vicinanze ospitano un'antenna parabolica utilizzata per le comunicazioni e i bunker per lo stoccaggio del gasolio.
Il blocco A ospita: la sala radio, l'hub di comunicazione, l'unità medica, una camera oscura, vari uffici per i progetti di ricerca, l'ufficio del responsabile, due laboratori di fisica, un laboratorio umido, dei magazzini, una lavanderia e alcune unità abitative.
Il blocco B ospita: la cucina, la zona pranzo, due sale TV, un bar, una sala giochi, una sala fumatori, una biblioteca, una lavanderia e alcune unità abitative.
Il blocco C ospita: il grande hangar, la sala generatori, l'officina, una sala di stoccaggio dell'acqua, l'impianto di trattamento delle acque reflue, i magazzini per le attrezzature, gli uffici degli ingegneri meccanici ed elettrici, l'ufficio delle operazioni di volo, la palestra e la sauna. 

## Attività
La base è permanentemente operativa e svolge le seguenti attività di ricerca: osservazioni meteorologiche, fisica dell'atmosfera, alta atmosfera e geomorfologia.

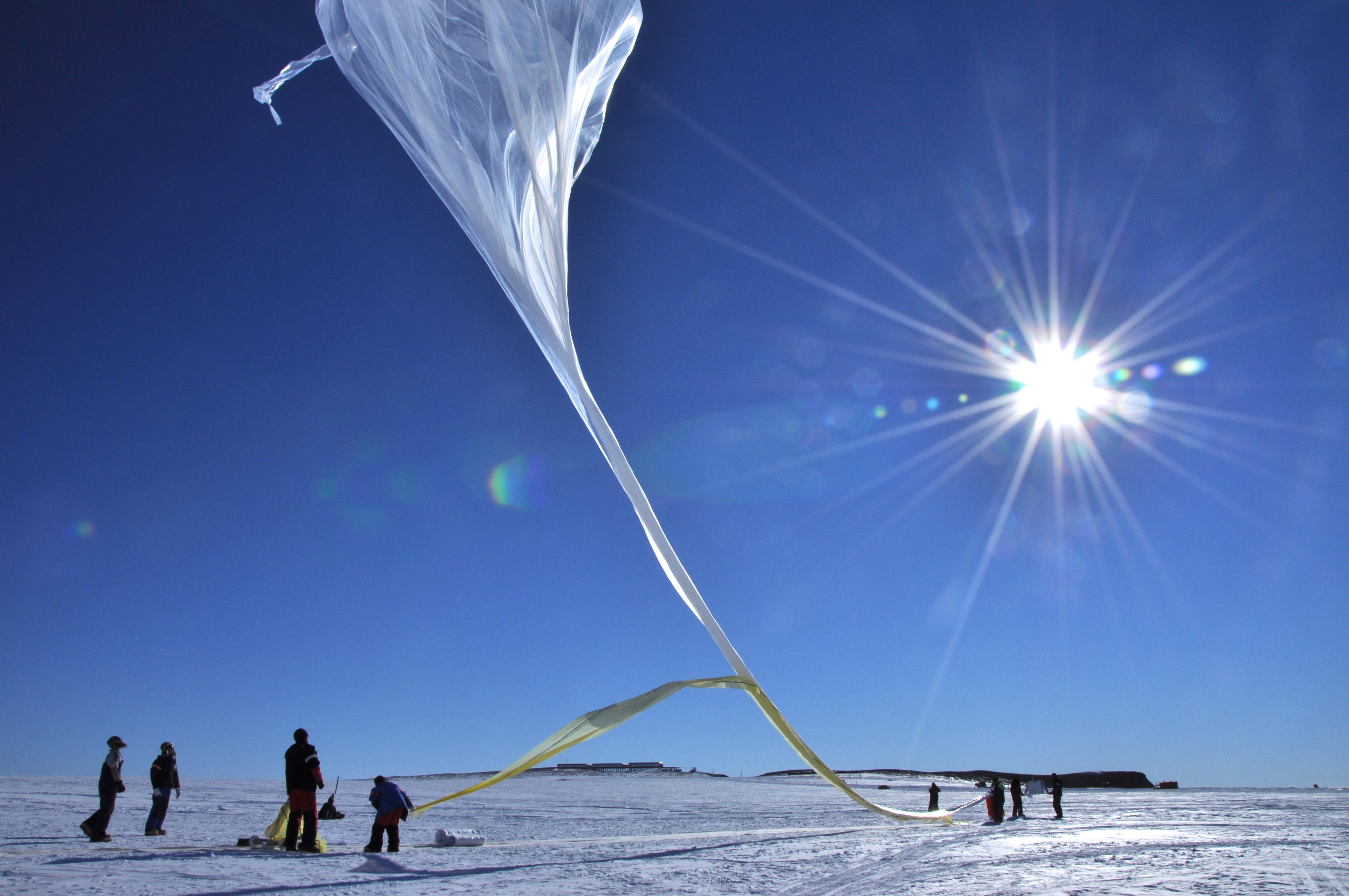
Lancio di un pallone aerostatico nel gennaio 2013 per la missione BARREL.